# Аммоний (лунный кратер)
Кратер Аммоний (лат. Ammonius) — небольшой ударный кратер в чаше кратера Птолемей на видимой стороне Луны. Название дано в честь античного философа-неоплатоника Аммония Гермия (440—520) и утверждено Международным астрономическим союзом в 1976 г. Образование кратера относится к эратосфенскому периоду.

## Описание кратера

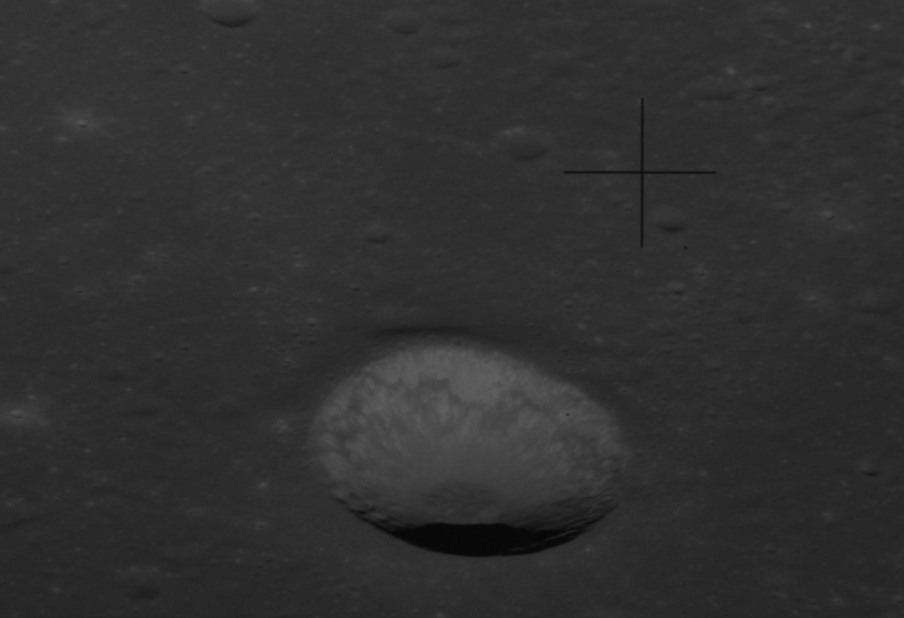
Снимок кратера с борта Аполлона-14.

Кратер Аммоний расположен в северо-восточной части чаши кратера Птолемей. Другими ближайшими соседями кратера являются кратер Гершель на севере-северо-западе; кратер Гюлден на севере-северо-востоке; кратер Мюллер на востоке-северо-востоке; кратеры Аль-Баттани и Клейн на юго-востоке и кратер Альфонс на юге-юго-западе. Селенографические координаты центра кратера 8°31′ ю. ш. 0°50′ з. д. / 8,52° ю. ш. 0,83° з. д., диаметр 8,6 км, глубина 1,86 км.
Вал кратера имеет циркулярную чашеобразную форму. Высота вала над окружающей местностью составляет 300 м, объём кратера приблизительно 20 км³. По морфологическим признакам кратер относится к типу BIO (по наименованию типичного представителя этого типа — кратера Био).
До получения собственного наименования в 1976 г. кратер имел обозначение Птолемей А (в системе обозначений так называемых сателлитных кратеров, расположенных в окрестностях кратера, имеющего собственное наименование).
Кратер Аммоний включен в список кратеров с яркой системой лучей Ассоциации лунной и планетарной астрономии (ALPO) и в список кратеров с темными радиальными полосами на внутреннем склоне Ассоциации лунной и планетарной астрономии (ALPO).

## Сателлитные кратеры
Отсутствуют.